# Natalia Mărăşescu
Natalia Mărăşescu-Andrei (Căpreni, Gorj, 3 de outubro de 1952) é uma antiga atleta romena, corredora de provas de meio-fundo, principalmente na distância de 1500 metros. Nesta distância, foi campeã europeia de pista coberta nos anos de 1975 e 1979 e vice-campeã europeia, ao ar livre, de 1500 e 3000 metros em 1978.
Mărăşescu bateu por duas vezes o recorde mundial da milha em 1977 e 1979. Esteve presente nos Jogos Olímpicos de 1976 e de 1980.